# 個人協賛競走
個人協賛競走（こじんきょうさんきょうそう、個人協賛レース）とは、一部地方競馬場・競輪場・ボートレース場で行われている特別競走の一種であり、個人あるいは団体（企業協賛競走）が公序良俗の範囲内において好きなレース名を設定することが可能である。

## 概要
売り上げ難が指摘され廃止や規模縮小が進められる地方競馬の活性化を進める一環として、1999年に高崎競馬場・益田競馬場・高知競馬場・中津競馬場で開始した。
個人協賛競走を行うに当たっては、主催者にその旨を連絡・申し込みをした上で当該レースの優勝馬の騎手・関係者に対する賞品・協賛金を提供することとなる。当該レースには、主催者が規定する範囲において好きなレースタイトルをつけることができるが、特に個人が協賛する場合、「○○さんの結婚記念日記念」「××さんの誕生日記念」といった各人の記念日をタイトルにすることが多い。

## 開催施設

### 個人協賛競走および企業協賛競走を開催している競馬・競輪・ボートレース場
- 帯広競馬場
- 金沢競馬場
- 笠松競馬場
- 名古屋競馬場
- 佐賀競馬場
- 川崎競輪場
- 小田原競輪場
- 豊橋競輪場
- 久留米競輪場
- 広島競輪場
- 宇都宮競輪場
- 静岡競輪場
- 岸和田競輪場
- 浜名湖ボートレース場

### 企業協賛競走のみを開催している競馬・競輪・ボートレース場
- 盛岡競馬場
- 水沢競馬場
- 船橋競馬場
- 大井競馬場
- 川崎競馬場
- 高知競馬場 - 個人協賛競走のみ2024年度をもって休止[1]
- 松戸競輪場
- 小倉競輪場
- 富山競輪場
- 常滑ボートレース場

### かつて協賛競走を開催していた競馬・競輪場
- 中津競馬場 - 2001年閉場
- 益田競馬場 - 2002年閉場
- 上山競馬場 - 2003年閉場
- 高崎競馬場 - 2004年閉場
- 園田競馬場 - 2020年3月休止
- 千葉競輪場

## 代表例
- まじかる☆さゆりん杯
  - 2000年から2004年にかけて高崎競馬場で計6回[注 1]開催。
  - Key制作のアダルトゲーム『Kanon』に登場するキャラクター・倉田佐祐理のファンクラブの協賛によるレース。
- 【第1回】2ちゃんねる記念（・∀・）【in上山】[2]
  - 2002年11月3日 上山6R
  - 日本最大級の規模を誇る掲示板サイト2ちゃんねるを記念したレース。
- ケメコメモリアル保田記念[3]
  - 2003年5月5日 上山4R
  - モーニング娘。の元サブリーダー保田圭の卒業を祝ったレース。
- ばんえいアイドルマスター記念[4]
  - 2011年11月20日 帯広10R
  - ゲーム『THE IDOLM@STER 2』の発売元であるバンダイナムコによる協賛レース。
- ウマ娘シンデレラグレイ賞[5]
  - 2022年4月29日 笠松11R
  - 競馬を題材とした漫画『ウマ娘 シンデレラグレイ』の版権元であるCygamesおよび集英社による協賛レース。元々は2021年1月19日笠松4Rにおいて開催予定であったが、競馬場側の都合により延期していた。

## 備考
JRAが主催している中央競馬においても企業名を冠したレース（「冠レース」あるいは「社杯」と呼ばれる）が開催されているが、冠レースはJRA側が企業に対して申し入れを行い実現している。その為、地方競馬で開催される協賛レースとは大きく異なる。